# 18 août 1981
Le mardi 18 août 1981 est le 230e jour de l'année 1981.

## Naissances
- Ahmed Talbi, joueur de football marocain
- Bobsam Elejiko (mort le 13 novembre 2011), footballeur nigérian
- César Delgado, footballeur argentin
- Carla Khan, joueuse de squash pakistanaise
- David Young, joueur de basket-ball américain, né en 1981
- Dimítris Salpingídis, footballeur grec
- Elena Santarelli, actrice et mannequin italienne
- Frida Svensson, rameuse suédoise qui pratique l'aviron
- Guillaume Champoux, acteur québécois
- Hannu-Pekka Parviainen, cascadeur de la série télévisée finlandaise Les Dudesons
- Jan Frodeno, triatlète allemand
- Joseph Tu'ineau, joueur tongien de rugby à XV
- Kazuki Hiramoto, footballeur japonais
- Leandro Euzébio, footballeur brésilien
- Manuela d'Ávila, journaliste brésilienne
- Memo Rojas, pilote automobile mexicain
- Mohamed Miladi, footballeur tunisien
- Nicolas Prost, pilote automobile français
- Pat Misch, lanceur gaucher de baseball
- Roberto Bishara, joueur palestino-chilien de football
- Vitor Lima, footballeur portugais
- Wedy, chanteur auteur-compositeur et interprète togolais
- Wilson Busienei, athlète ougandais spécialiste des courses de fond

## Décès
- Édith Georges (née le 20 mai 1931), actrice française
- Abdou Serpos Tidjani (né en 1918), archiviste et chercheur béninois
- Alexa von Porembsky (née le 5 juin 1906), actrice allemande
- Anita Loos (née le 26 avril 1888), scénariste, actrice et écrivain américaine
- Anita Loos (née le 26 avril 1888), scénariste, actrice et écrivain américaine
- Jean Perreau-Pradier (né le 29 juillet 1911), haut fonctionnaire français
- John Hennessey (né le 27 octobre 1900), joueur de tennis américain
- Philippe Marlaud (né le 20 juin 1959), acteur français (1959-1981)
- Robert Russell Bennett (né le 15 juin 1894), compositeur américain
- Shindo Tsuji (né le 28 octobre 1910), sculpteur japonais